# Svatokrádež
Svatokrádež (lat. sacrilegium, něm. Kirchenraub, Gottesraub) je zneuctění posvátné věci, osoby či místa. Posvátnost (svatost) je v různých věcech podle jejich povahy formálně, příčinně nebo vztahově.
Podle starověkého egyptského, řeckého a římského názoru platilo odcizení předmětů ze svatyně za jeden z největších zločinů. Na vrahy a svatokrádežníky se nevztahovala amnestie a nesměli být pohřbeni v domácí půdě. Stejně tak křesťané chápali krádež na posvátném místě, vykradení kostela, jako svatokrádež (sacrilegium). V dřívějších dobách byly za svatokrádeže nejtěžší tresty církevní, jimž odpovídaly i státní zákony. Např. trestní zákon císaře Svaté říše římské Karla V. (+1558) stanovil za násilí na řeholnici nebo krádež monstrance se sv. hostií smrt upálením. Současné světské trestní zákony však dnes většinou termín svatokrádež neznají a tak je krádež na posvátných místech obvykle vyčíslena v penězích a hodnocena jako krádež památky nebo čehokoliv jiného.

## Svatokrádež z hlediska katolické církve
Rozlišují se tři druhy svatokrádeže:
1. Osobní, týkající se osob, zasvěcených Boží církvi svěcením (kněží) nebo veřejným slibem čistoty (řeholní osoby).
2. Místní, týkající se míst, konsekrovaných nebo posvěcených k Boží církvi (kostely, kaple, církevní hřbitovy) - tedy vykradení, odcizení předmětu z posvátného místa.
3. Věcná, týkající se prostředků k výkonu uctívání Boha: svátosti (sv. hostie), ostatky (relikvie) svatých, slova Písma svatého; dále svěcené předměty určení (kalichy, monstrance, ornáty, svátostky aj.).

Svatokrádeží je též nehodné svaté přijímání, kdy přijímající není v milosti posvěcující (tzn. bez těžkých hříchů); fyzické napadení zasvěcených osob (kněze, řeholnice), dále krádeže v kostelech a kaplích (vykrádání kostelů), svatokupectví (simonie). Svatokrádež je těžký hřích.
Světské trestní zákony starší doby ukládaly trest smrti za svedení řeholnice, za vyloupení kostela (Vykrádání církevních objektů v Česku) a krádež posvátných věcí.